# Josef Engel
Josef Engel (* 29. Jänner 1816 in Wien; † 3. April 1899 ebenda) war ein österreichischer Pathologe und Anatom.

## Leben
Josef Engel belegte das Studium der Medizin an der Universität Wien, das er 1839 mit dem akademischen Grad Dr. med. abschloss. Von 1840 bis 1844 war er Assistent für pathologische Anatomie bei Carl von Rokitansky. Danach war er von 1844 bis 1849 Professor für topographische, seit 1847 auch für pathologische Anatomie und Physiologie an der Universität Zürich. 1849 folgte er dem Ruf an die Universität Prag, wo er zum ordentlichen Professor für Anatomie bestellt wurde. Nach seiner Tätigkeit in Prag wirkte er von 1854 bis 1874 als Professor am Josephinum in Wien. Engel war der Erste in Wien, der sehr gut besuchte Mikroskopierkurse abhielt. Nachdem 1874 das Josephinum aufgelöst worden war, erhielt Engel aufgrund seiner freiheitlichen Gesinnung keine Anstellung an der Universität Wien.

## Schriften (Auswahl)
- Über den Hirnanhang und den Trichter. Wien 1839 (Dissertation).
- Entwurf einer pathologisch-anatomischen Propädeutik. Kaulfuss, Wien 1845.
- Das Knochengerüste des menschlichen Antlitzes. Ein physiognomischer Beitrag. Braumüller, Wien 1850.
- Darstellung der Leichenerscheinungen und deren Bedeutung. Braumüller, Wien 1854.
- Allgemeine pathologische Anatomie. Zum Gebrauche bei seinen Vorlesungen. Braumüller, Wien 1865.